# Finał Pucharu Ligi w polskiej piłce nożnej 1977
Finał Pucharu Ligi w polskiej piłce nożnej 1977 – mecz piłkarski kończący rozgrywki Pucharu Ligi 1977 oraz mający na celu wyłonienie triumfatora tych rozgrywek, pomiędzy Odrą Opole a Widzewem Łódź. Mecz został rozegrany 18 czerwca 1977 roku na Stadionie Victorii Częstochowa w Częstochowie. Trofeum po raz 1. wywalczyła Odra Opole.

## Droga do finału
| Odra Opole | Odra Opole       | Odra Opole | Runda        | Widzew Łódź | Widzew Łódź    | Widzew Łódź |
| Data       | Przeciwnik       | Wynik      | Runda        | Data        | Przeciwnik     | Wynik       |
| ---------- | ---------------- | ---------- | ------------ | ----------- | -------------- | ----------- |
| 29.05.1977 | Ruch Chorzów     | 3:3        | Faza grupowa | 29.05.1977  | Stal Mielec    | 1:0         |
| 05.06.1977 | GKS Tychy        | 1:0        | Faza grupowa | 04.06.1977  | Legia Warszawa | 1:0         |
| 09.06.1977 | Szombierki Bytom | 3:2        | Faza grupowa | 08.06.1977  | ŁKS Łódź       | 1:1         |
| 12.06.1977 | Lech Poznań      | 7:4 pd.    | Półfinał     | 12.06.1977  | Wisła Kraków   | 2:1         |

## Tło
Wzrost popularności piłki nożnej w Polsce w latach 60. i 70., spowodowany dobrymi wynikami reprezentacji Polski oraz polskich klubów w europejskich pucharach, spowodował u dziennikarzy katowickiego "Sportu" wiosną 1977 roku pomysł organizacji Pucharu Ligi, a ponieważ do realizacji pomysłu udało się nakłonić działaczy PZPN, rozgrywki miały charakter oficjalny. Rozgrywki rozpoczęły się 27 maja 1977 roku, dwa dni po ostatniej, 30. kolejce I ligi 1976/1977.
W finale rozgrywek zmierzyły się ze sobą Odra Opole i wicemistrz Polski Widzew Łódź, który był faworytem meczu. Dla drużyny Niebiesko-Czerwonych, która zakończyła rozgrywki I ligi 1976/1977 na 12. miejscu, była to ostatnia szansa na udział w Pucharze UEFA 1977/1978.

## Mecz

### Przebieg meczu
Mecz odbył się 18 czerwca 1977 roku o godz. 17:30 na Stadionie Victorii Częstochowa w Częstochowie. Sędzią głównym spotkania był Alojzy Jarguz. Mimo gorącego słońca mecz był dobrym widowiskiem, w dobrym wykonaniu obu drużyn.
Zaraz po rozpoczęciu meczu z samolotu zrzucono na boisko piłkę, po czym nastąpiła krótka przerwa w grze, a po wznowieniu meczu zawodnik drużyny Niebiesko-Czerwonych, Zbigniew Kwaśniewski ruszył na bramkę drużyny przeciwnej, na 16. metrze zwolnił, następnie zmusił obronę drużyny przeciwnej do interwencji, jednak lepszy w pojedynku okazał się zawodnik drużyny Niebiesko-Czerwonych, który zmusił do interwencji bramkarza drużyny Widzewiaków, Stanisława Burzyńskiego do interwencji, jednak niefortunnie interweniował Andrzej Grębosz, który skierował piłkę do własnej bramki, otwierając tym samym wynik meczu na 1:0. Po tym golu drużyna Niebiesko-Czerwonych nabrała pewności siebie, natomiast drużyna Widzewiaków ruszyła do odrabiania strat, lecz bezskutecznie.
W 32. minucie po dokładnym dośrodkowaniu Zdzisława Kostrzewińskiego, z 5 metrów główkował Mirosław Tłokiński, po czym chciał celebrować zdobycie gola, jednak za wcześnie, gdyż bramkarz drużyny Niebiesko-Czerwonych, Jan Szczech wspaniałą paradą przerzucił piłkę ponad bramką. Chwilę później piłkę przechwycił Józef Klose, który celnie podał na prawą stronę przebywającemu na desancie Wojciechowi Tycowi, który najpierw zmusił do wyjścia z bramki bramkarza drużyny przeciwnej, Stanisława Burzyńskiego, a następnie oddał silny strzał z ostrego kąta w długi róg bramki, podwyższając tym samym wynik na 2:0. Potem okazję do zdobycia goli mieli Alfred Bolcek z Odry Opole oraz Ryszard Kowenicki z Widzewa Łódź.
W 75. minucie zawodnik drużyny Niebiesko-Czerwonych, Józef Klose rozgrywał piłkę z Jerzy Tkaczykiem, który podał do Wojciecha Tyca, który ponownie zmusił do wyjścia z bramki bramkarza Stanisława Burzyńskiego, następnie oddał strzał z ostrego kąta, po ziemi, w długi róg, podwyższając wynik na 3:0.
Po tym golu gra drużyny Niebiesko-Czerwonych spowolniła, natomiast drużyna Widzewiaków atakowała na bramkę drużyny przeciwnej, jednak bramkarz Jan Szczech był w tym meczu w świetnej formie i obronił strzały Ryszarda Kowenickiego, Zdzisława Rozborskiego, Henryka Dawida i Andrzeja Pyrdoła. W 90. minucie Wiesław Chodakowski przedarł się przez obronę drużyny Niebiesko-Czerwonych i gdy szykował się do strzału, został z tyłu podcięty, w związku z czym sędzia Alojzy Jarguz bez wahania podyktował rzut karny dla drużyny Widzewiaków, a do jej wykonania został wyznaczony Zdzisław Rozborski, który wykonał kilka zwodów, po czym posłał piłkę ponad bramkarzem Janem Szczechem do bramki. Jednakże rzut karny został powtórzony, tym razem Zdzisław Rozborski oddał mocny strzał w prawy róg, jednak strzał poprawnie wyczuł bramkarz Jan Szczech, po czym odbił piłkę, jednak Zdzisław Rozborski dobił strzał nie do obrony, ustalając tym samym wynik meczu na 3:1, dzięki czemu Odra Opole została triumfatorem tych rozgrywek i zapewniła sobie udział w Pucharze UEFA 1977/1978.

### Szczegóły meczu
| 18 czerwca 1977 17:30 | Odra Opole · Grębosz 1' (sam.) · Tyc 33', 75' | 3:12:0Raport | Widzew Łódź · 90' Rozborski | Stadion Victorii Częstochowa, Częstochowa Widzów: 12 000 Sędzia: Alojzy Jarguz (Suwałki) |
|                       |                                               |              |                             |                                                                                          |

| Odra Opole:        |  |                       |  |     |
|                    |  |                       |  |     |
| BR                 |  | Jan Szczech           |  |     |
| OB                 |  | Krystian Koźniewski   |  |     |
| OB                 |  | Wiesław Korek         |  |     |
| OB                 |  | Franciszek Rokitnicki |  |     |
| OB                 |  | Tadeusz Podgórny      |  | 45' |
| PO                 |  | Zbigniew Gano         |  |     |
| PO                 |  | Zbigniew Kwaśniewski  |  |     |
| PO                 |  | Jerzy Tkaczyk         |  |     |
| NA                 |  | Józef Klose           |  |     |
| NA                 |  | Wojciech Tyc          |  |     |
| NA                 |  | Alfred Bolcek         |  |     |
| Zmiany:            |  |                       |  |     |
| PO                 |  | Piotr Salzburg        |  | 46' |
| Trener:            |  |                       |  |     |
| Antoni Piechniczek |  |                       |  |     |

| Widzew Łódź:   |  |                        |  |     |
|                |  |                        |  |     |
| BR             |  | Stanisław Burzyński    |  |     |
| OB             |  | Zdzisław Kostrzewiński |  | 45' |
| OB             |  | Andrzej Grębosz        |  |     |
| OB             |  | Andrzej Możejko        |  |     |
| OB             |  | Wiesław Chodakowski    |  |     |
| PO             |  | Paweł Zawadzki         |  |     |
| PO             |  | Andrzej Pyrdoł         |  |     |
| PO             |  | Zdzisław Rozborski     |  |     |
| PO             |  | Ryszard Kowenicki      |  |     |
| NA             |  | Mirosław Tłokiński     |  | 45' |
| NA             |  | Tadeusz Gapiński       |  |     |
| Zmiany:        |  |                        |  |     |
| OB             |  | Andrzej Jędrzejczak    |  | 46' |
| PO             |  | Henryk Dawid           |  | 46' |
| Trener:        |  |                        |  |     |
| Paweł Kowalski |  |                        |  |     |

| Puchar Ligi 1977 Zwycięzcy |
| -------------------------- |
| Odra Opole 1. Tytuł        |